# Szczytno
Szczytno (niem. Ortelsburg, mazur. Scÿtno) – miasto w województwie warmińsko-mazurskim, siedziba powiatu szczycieńskiego i gminy wiejskiej Szczytno.
Przez Szczytno przebiegają drogi: krajowa nr 53, krajowa nr 57, krajowa nr 58 oraz wojewódzka 600.

## Położenie
Szczytno leży na Mazurach, w historycznych Prusach Górnych, na obszarze dawnej Galindii. Położone jest nad jeziorami Długim i Domowym Małym, na granicy dwóch pojezierzy: olsztyńskiego i mrągowskiego.
Według danych GUS z 1 stycznia 2024 r. Szczytno ma obszar 9,97 km².

## Historia

### Średniowiecze i nowożytność

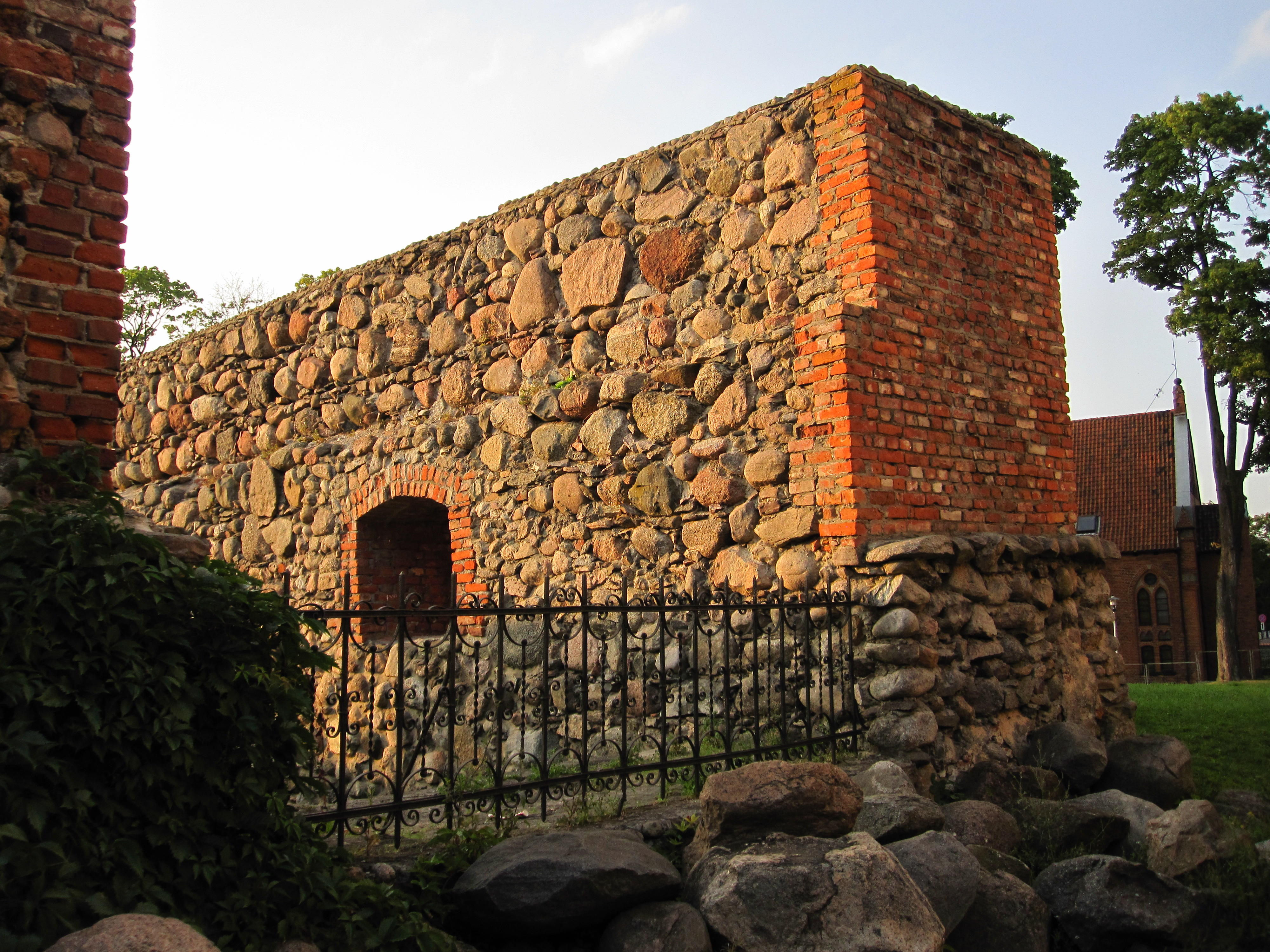
Ruiny zamku krzyżackiego z ok. 1370

Obszar dzisiejszego Szczytna zamieszkiwali Galindowie, którzy po zakończeniu drugiego powstania pruskiego (1260–1274) zostali przesiedleni w okolice Elbląga, Morąga i Ostródy. W miejscu pruskiego grodziska ok. roku 1360 została zbudowana drewniana fortalicja u zbiegu dwóch jezior Domowego Małego i Długiego przy której wykształciło się osiedle zamieszkałe przez ludność służebną. W pobliżu zamku, wzdłuż północnego brzegu jezior, dnia 24 listopada 1360 r. powstała zamieszkana przez osadników z Mazowsza osada nazwana Bartną Stroną (większość z nich była bartnikami). Bartna Strona miała swojego sołtysa, ale nie stanowiła zorganizowanej gminy i nie przekształciła się nigdy w ośrodek miejski. Fundatorem zamku i osady był Ortulf z Trewiru, komtur elbląski, na którego cześć nazwano zamek „Ortulfsburg”.
W 1370 r. drewniany gród został zniszczony przez Litwinów pod wodzą Kiejstuta, po czym został odbudowany z kamienia.
W czasie wojen polsko-krzyżackich, w latach 1410 i 1454, miejscowość była przejściowo zajmowana przez rycerstwo polskie i mazowieckie. W wyniku postanowień drugiego pokoju toruńskiego pozostała w Prusach Krzyżackich.   
Osada rozrastała się dzięki położeniu na szlaku handlowym z Warszawy do Królewca. W 1485 r. założono parafię, w miasteczku istniały wówczas dwie karczmy.
Od 1525 r., w związku z sekularyzacją zakonu i złożonego hołdu lennego,miejscowość znalazła się w granicach Prus Książęcych.
W 1538 r. tylko pięciu mieszczan nie znało języka polskiego. Rejestr podatkowy z 1539 r. wymieniał 44 domy mieszkalne po Bartnej Stronie i 29 domów na podzamczu.
Zamek w związku z utratą charakteru obronnego podupadł. Książę Jerzy Fryderyk Hohenzollern wybrał tę okolicę na swoje tereny łowieckie. W 1580 r. zlecił przekształcenie zamku w pałacyk myśliwski. Wielu rzemieślników zaangażowanych w prace budowlane osiedliło się w pobliżu zamku po ukończeniu przebudowy w 1581 r. Na prośbę mieszkańców w 1600 r. starosta książęcy Andreas von Eulenburg postanowił nadać przywilej warzenia piwa. Decyzja ta doprowadziła do sporu z pobliskim Pasymiem, którego mieszkańcy obawiali się rozwoju konkurencyjnego ośrodka i wynikających z tego stratgospodarczych. W kulminacyjnym momencie sporu doszło do zbrojnego rozstrzygnięcia na polach wsi Jęcznik. Trwający konflikt zakończył się 23 marca 1616 r. przywilejem nadania częściowych praw miejskich przez elektora Jana Zygmunta Hohenzollerna.
Od 16 do 25 lipca 1639 r. w Szczytnie przebywał król Polski Władysław IV Waza z dworem. Spisy miejskie z lat 1666 i 1671 zawierały praktycznie same polskie nazwiska, w XVII w. mieszkał tu wybitny kartograf, arianin Józef Naronowicz-Naroński.
Pełne prawa miejskie Szczytno uzyskało 12 kwietnia 1723 r. z nadania króla pruskiego Fryderyka Wilhelma I.

### XIX wiek i początek XX wieku

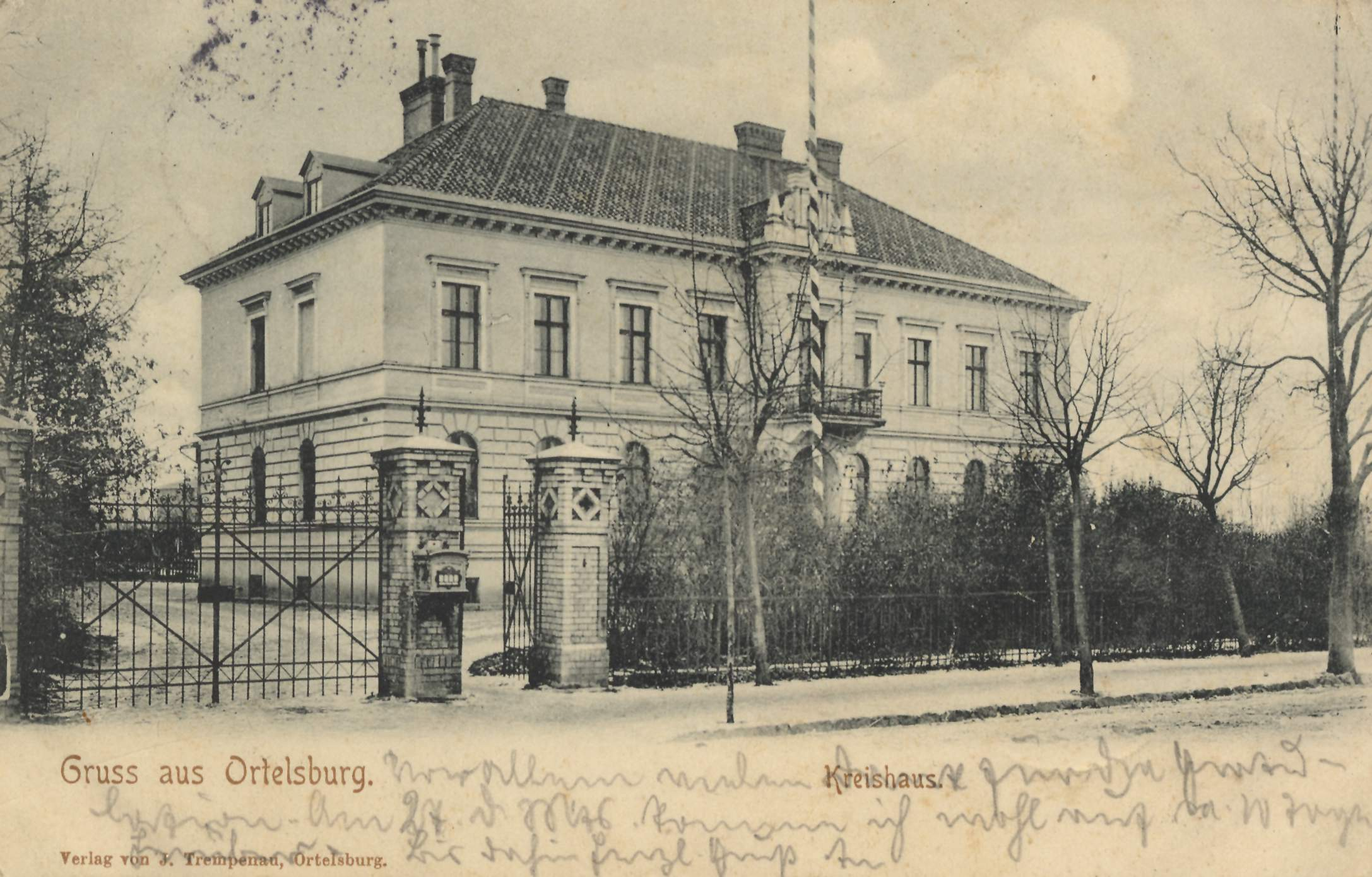
Dawny gmach starostwa na pocz. XX w.

W 1806 i 1812 w mieście stacjonowały wojska francuskie. Od 1818 liczące 1100 mieszkańców Szczytno było miastem powiatowym. W 1883 miasto uzyskało połączenie kolejowe z Olsztynem, a rok później z Piszem. W trakcie rozwoju miasta, przyłączone zostały: w 1901 dawne osiedle wiejskie Fiugajty, w 1906 osiedle zwane „Wolność”, a w 1913 licząca 3555 mieszkańców Bartna Strona. Ogółem miasto zamieszkiwało 9336 osób.
Szczytno było znaczącym ośrodkiem ruchu polskiego na Mazurach. W latach 1849–1851 w Szczytnie wychodziło dwujęzyczne pismo ludowe „Kurek Mazurski” wydawane z inicjatywy Ligi Polskiej. W 1890 powiat szczycieński zamieszkiwało 70 323 osób, w tym 56 000 Polaków, co stanowiło 80% populacji (badania statystyczne przeprowadzone w 1905 wykazały, że 75% ludności Szczytna posługiwało się językiem polskim). Działała tu Mazurska Partia Ludowa, założona w 1896 w Ełku. Od 1906 było tu wydawane polskie czasopismo Mazur, a w 1910 Bogumił Labusz i Gustaw Leyding założyli tu Mazurski Bank Ludowy.

### I wojna światowa i okres międzywojenny

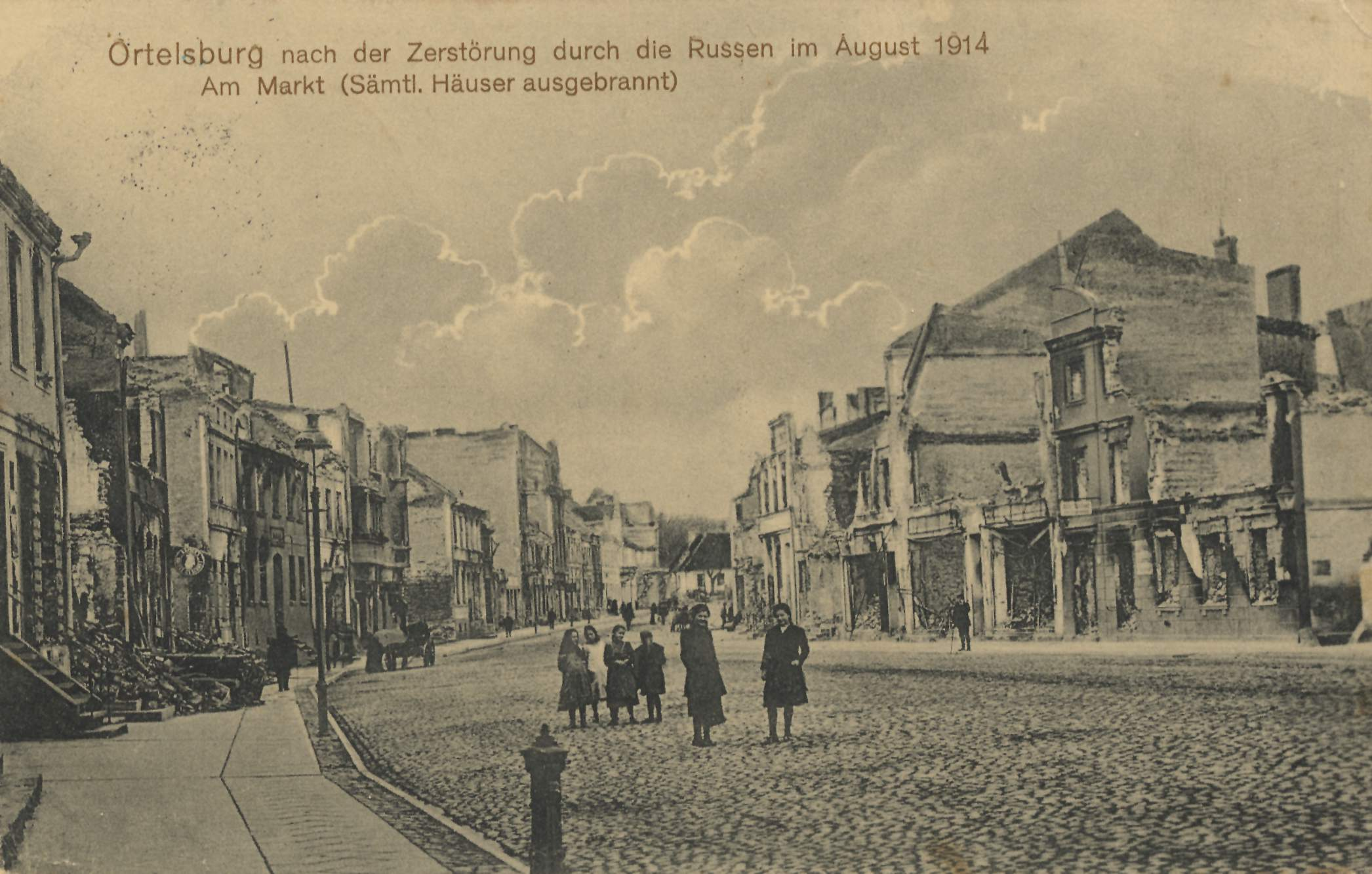
Zrujnowane Szczytno w czasie I wojny światowej

W okresie I wojny światowej Szczytno było bardzo zniszczone, później odbudowane w typowej miejskiej zabudowie. W okresie międzywojennym z inicjatywy Ryszarda Andersa założono park miejski. Według projektów architekta Augusta Wieganda zbudowano wiele kamienic (usytuowanych wokół rynku), budynek gimnazjum, plebanię kościoła katolickiego, synagogę i hotel Berliner Hof. Przed plebiscytem w 1920 w Szczytnie zmarł pobity przez niemiecką bojówkę działacz niepodległościowy Bogumił Linka. Mimo zakusów germanizacyjnych w okresie międzywojennym mieścił się tu Dom Polski, będący siedzibą różnych organizacji polskich. W 1937 w miejscu zamku wybudowano gmach ratusza z wieżą Juranda, w którym później ulokowano urzędy i Muzeum Mazurskie z bogatym działem etnograficznym. W 1939 w Szczytnie mieszkało 13 523 mieszkańców.

### Okres powojenny

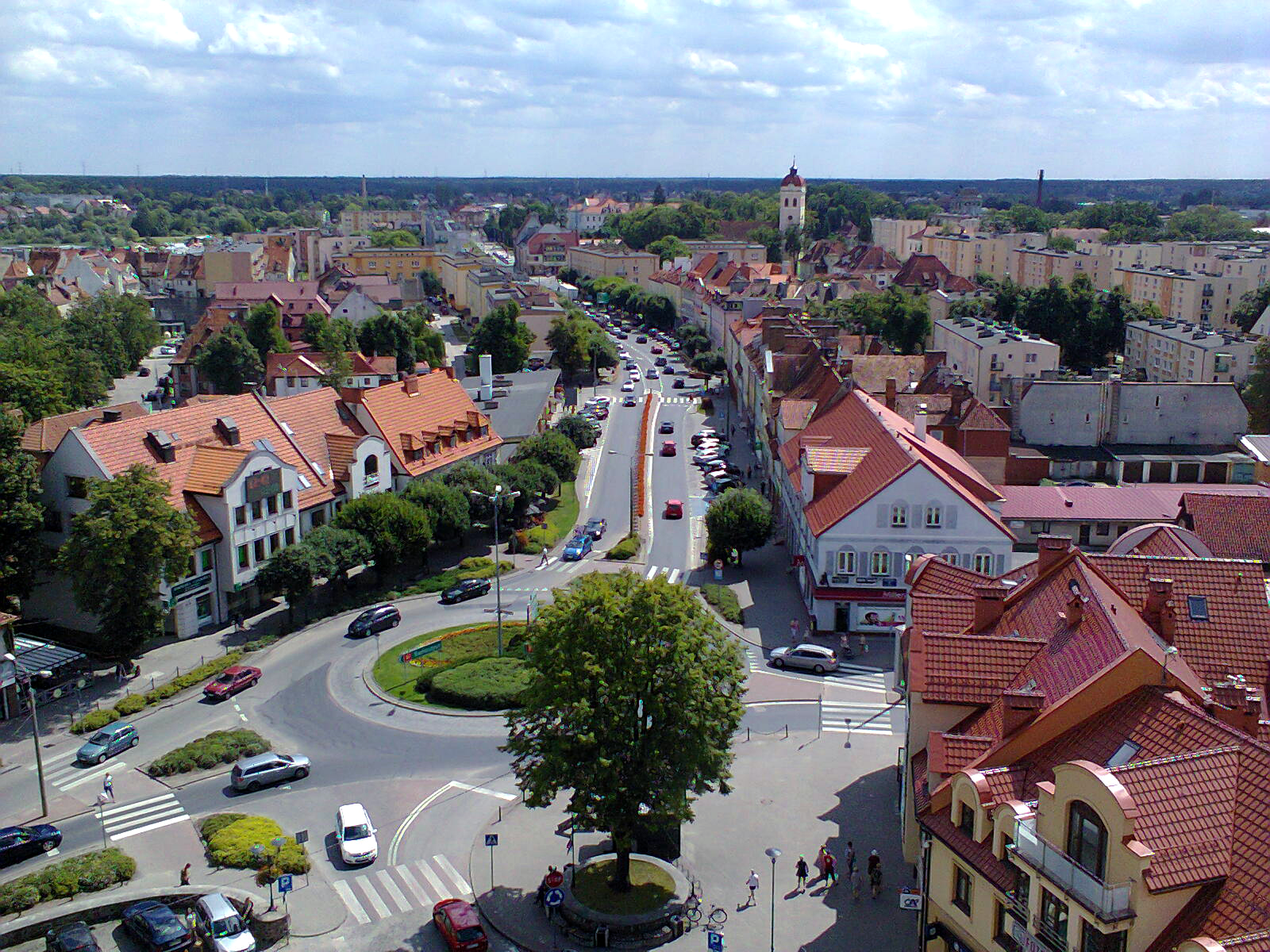
Szczytno widziane z Wieży Ratuszowej

W wyniku działań wojennych w 1945 zniszczenia miasta przekraczały 45%. Po zakończeniu II wojny światowej miasto znalazło się w nowych granicach Polski. Administracyjnie początkowo stanowiło część okręgu mazurskiego, następnie od 1946 województwa olsztyńskiego (tzw. dużego), a w latach 1975–1998 województwa olsztyńskiego (tzw. małego).
W 1954 do Szczytna przeniesiono ze Słupska Szkołę Oficerską Milicji Obywatelskiej, przekształconą w 1972 w szkołę wyższą i zlikwidowaną w 1989. W 1990 w jej miejsce utworzono Wyższą Szkołę Policji (od 2023 działa pod nazwą Akademia Policji w Szczytnie).

## Toponimia

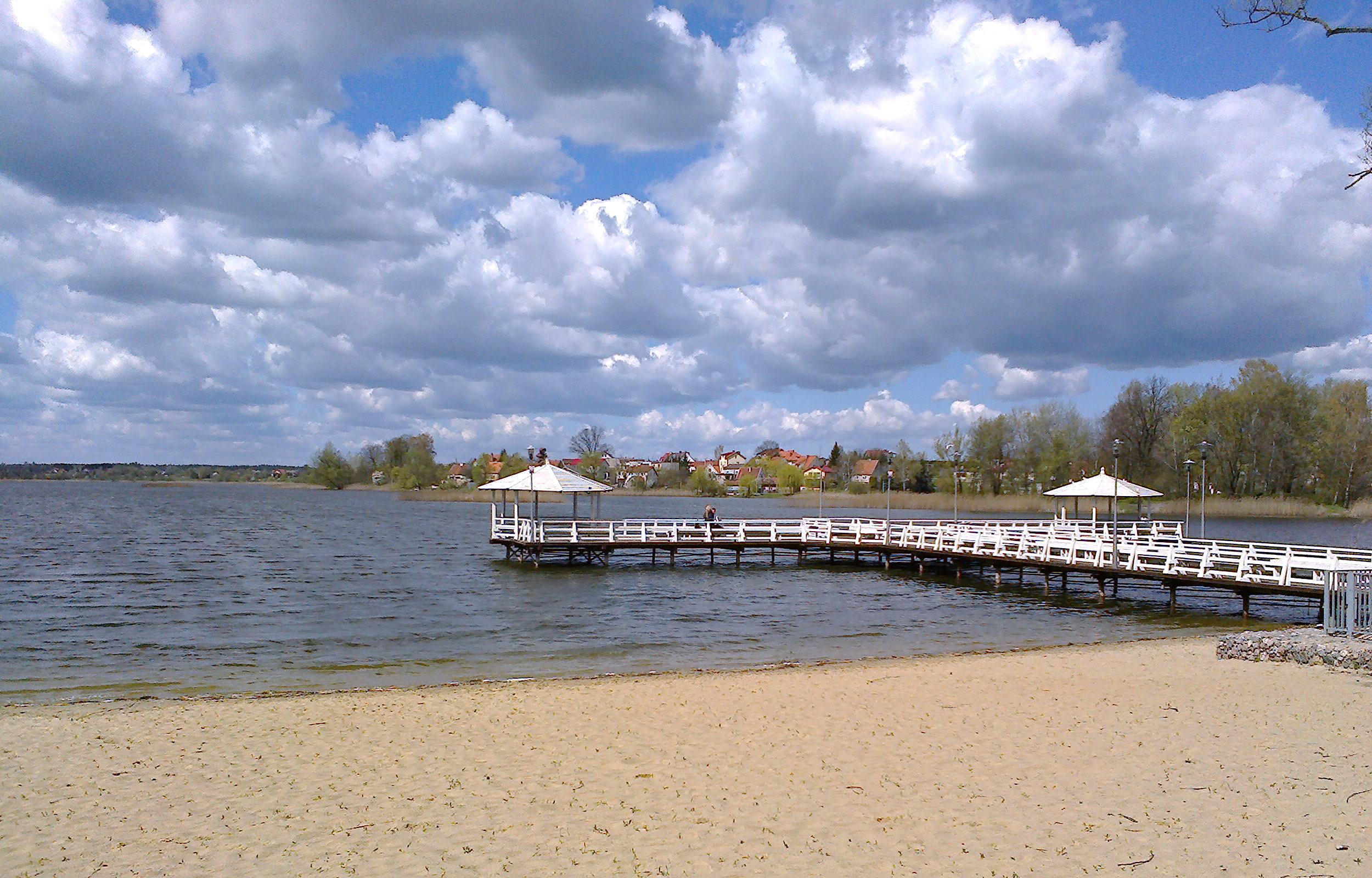
Jezioro Długie

Nazwę Ortelsburg nadano miastu od imienia Ortolfa z Trewiru, komtura elbląskiego urzędującego w latach 1349–1372.
Istniała także słowiańska nazwa Szczytno – od nazw jezior Sciten Minor i Scitem Maior lub od nazwy wyrabianych przedmiotów – szczytów (tarcz, a raczej ich metalowych części) przez mieszkańców miasta.
Obecna nazwa została administracyjnie zatwierdzona 19 maja 1946.

## Demografia
Dane z 31 grudnia 2019
| Opis      | Ogółem | Ogółem | Kobiety | Kobiety | Mężczyźni | Mężczyźni |
| --------- | ------ | ------ | ------- | ------- | --------- | --------- |
| jednostka | osób   | %      | osób    | %       | osób      | %         |
| populacja | 22 795 | 100    | 12 075  | 52,97   | 10 720    | 47,02     |

Dodatkowe dane:
- do podanej liczby mieszkańców nie wlicza się słuchaczy i dojeżdżających pracowników Akademii Policji
- liczba mieszkańców powiatu szczycieńskiego 30 czerwca 2016 wyniosła 70 459[14]

Piramida wieku mieszkańców Szczytna w 2014.

## Transport
Przez Szczytno przebiegają następujące drogi:
- krajowe:
  - droga krajowa nr 53 (Olsztyn-Ostrołęka)
  - droga krajowa nr 57 (Bartoszyce-Pułtusk)
  - droga krajowa nr 58 (Olsztynek-Szczuczyn).
- wojewódzkie:
  - droga wojewódzka nr 600 do Mrągowa przez Rybno
- pozostałe drogi utwardzone:
  - do Szczycionka
  - do Rudki
  - do Małdańca
  - do Leśnego Dworu

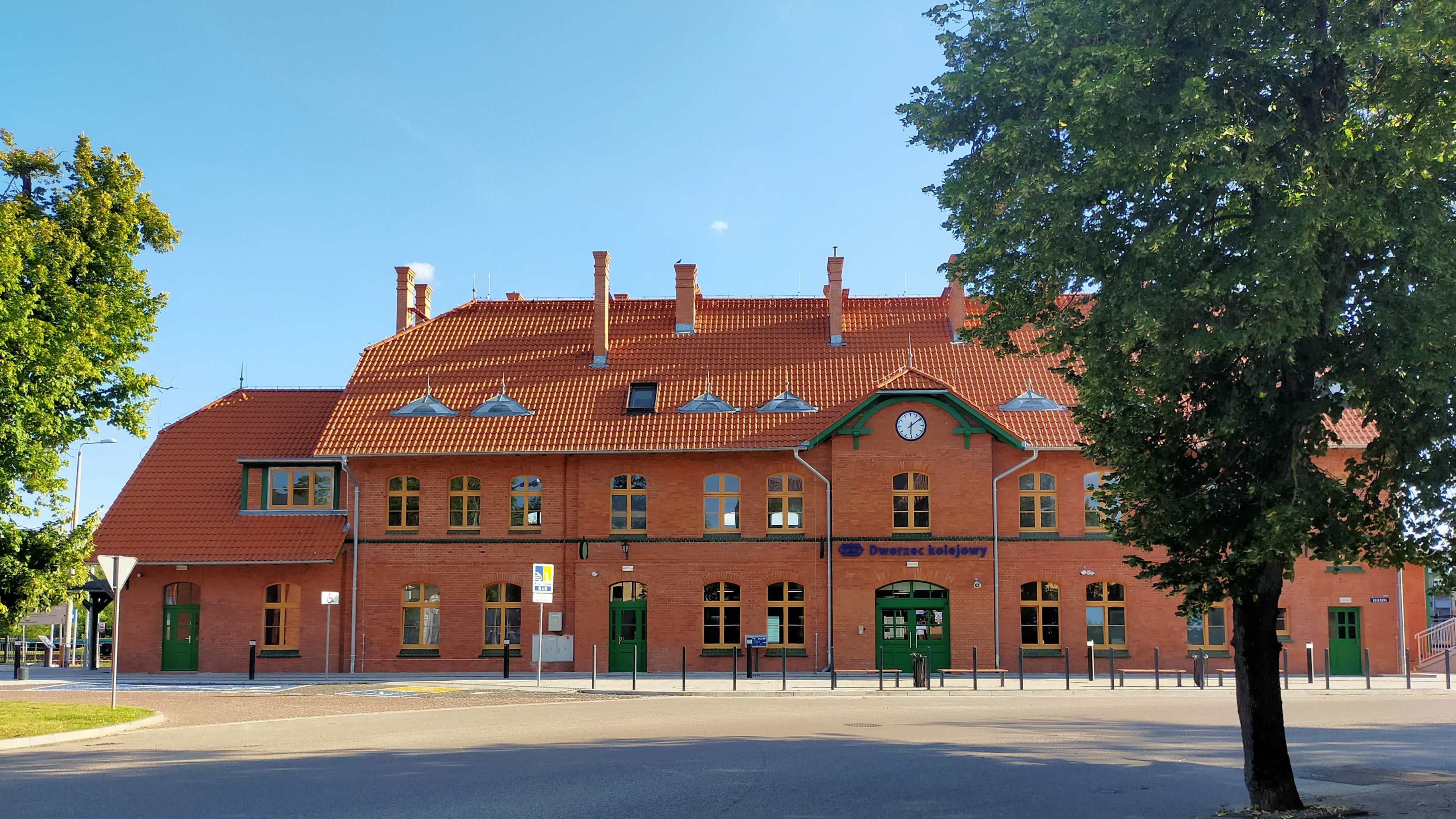
Dworzec kolejowy w Szczytnie

W mieście znajduje się stacja kolejowa Szczytno. Przez stację przebiegają następujące linie kolejowe:
- Linia 35 Ostrołęka – Szczytno
- Linia 219 Olsztyn Główny – Ełk

Dworzec kolejowy znajduje się u zbiegu ulic Kolejowej i Bogumiła Linki.
W Szczytnie działa dworzec autobusowy. Dziennie z dworca odjeżdża ponad 300 autobusów obsługujących połączenia dalekobieżne, lokalne i podmiejskie.
- W Szymanach pod Szczytnem (7 km) znajduje się jedyny w tej części Polski Międzynarodowy Port Lotniczy „Olsztyn Mazury” Port działa od 1996 r. Na 93 hektarach niedaleko lotniska powstał nowy terminal. Zgodnie z zapowiedziami, port miał zostać uruchomiony w 2014, natomiast jego rzeczywiste otwarcie miało miejsce w 2016. Budynek nowego terminalu został zbudowany w znacznej części z drewna (oprócz stali i szkła), jest ekologiczny pod względem funkcjonowania[styl?] a jego wygląd został zainspirowany odlatującymi żurawiami.
- W Szczytnie funkcjonuje od 1978 r. komunikacja miejska (trzy linie autobusowe), przewoźnikiem jest Zakład Komunikacji Miejskiej Szczytno. Komunikacja miejska oprócz obszaru miasta obsługuje także tereny podmiejskie.

## Oświata i nauka
W Szczytnie istnieją: przedszkola, szkoły podstawowe, szkoły zawodowe, szkoły techniczne, licea dzienne i wieczorowe. W mieście znajduje się jedyna w Polsce Akademia Policji, założona w 1954.

## Kultura
- Ośrodki kultury
  - Miejski Dom Kultury

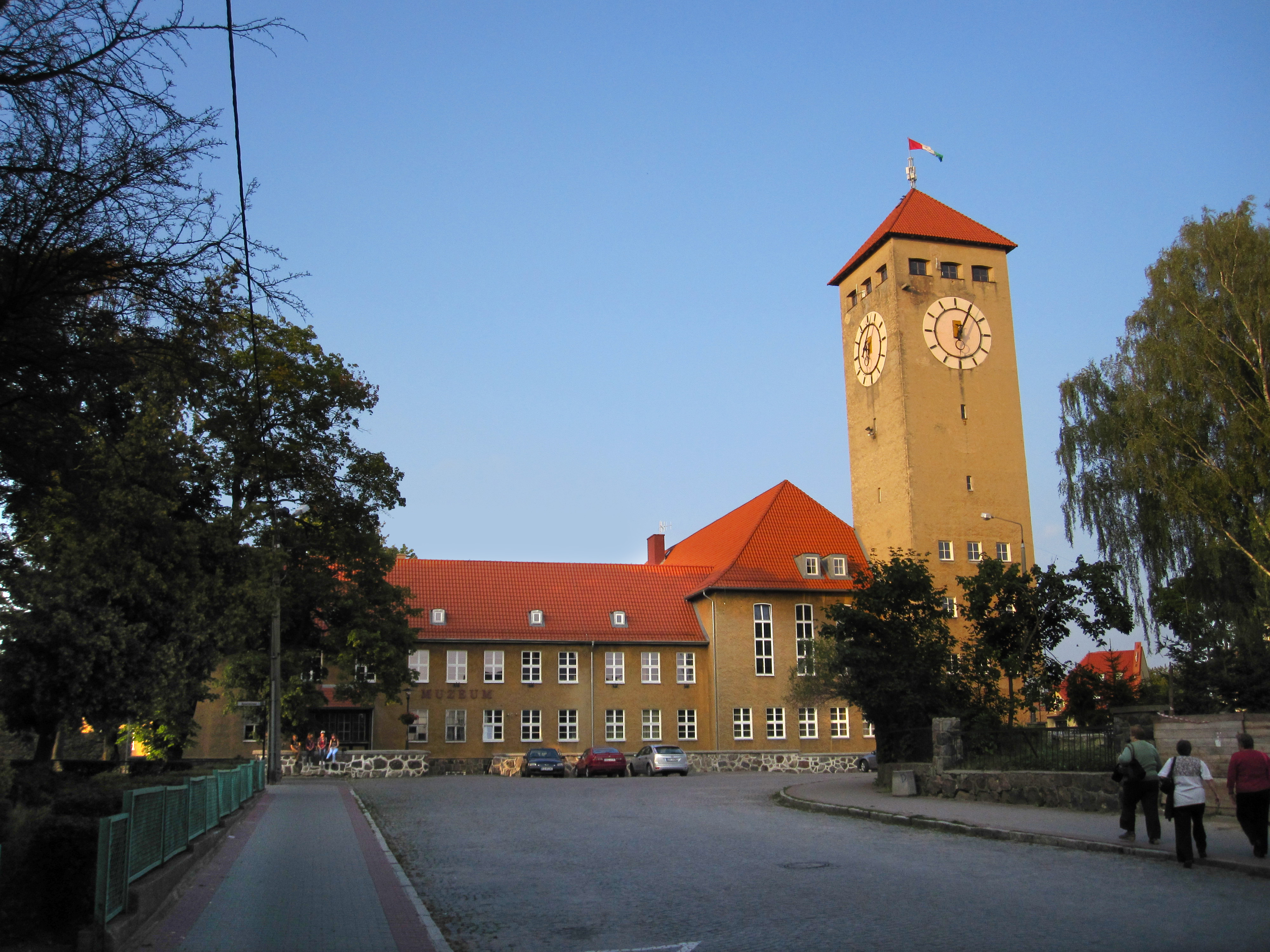
Ratusz – siedziba Muzeum Mazurskiego

  - Biblioteka Miejska i jej filia (nr 2 – na ul. Solidarności 6)
  - Muzeum Mazurskie
  - Wieża ratuszowa z punktem widokowym
  - Dom Kultury w Akademii Policji
- Imprezy:
  - Dni i Noce Szczytna
  - Święto Policji
  - Hunter Fest
  - coroczne imprezy wystawiennicze
  - coroczne imprezy sportowe, w tym międzynarodowe organizowane przez Akademię Policji
  - Wybory Miss Szczytna
  - Dni Wileńskie na Mazurach
  - Spotkania Amatorskich Teatrów Dramatycznych „O Szczyt Juranda”
  - Warsztaty „Gospel na Mazurach”
  - Wojewódzki Przegląd Orkiestr Dętych
  - Szczycieński Plener Malarski

## Zabytki

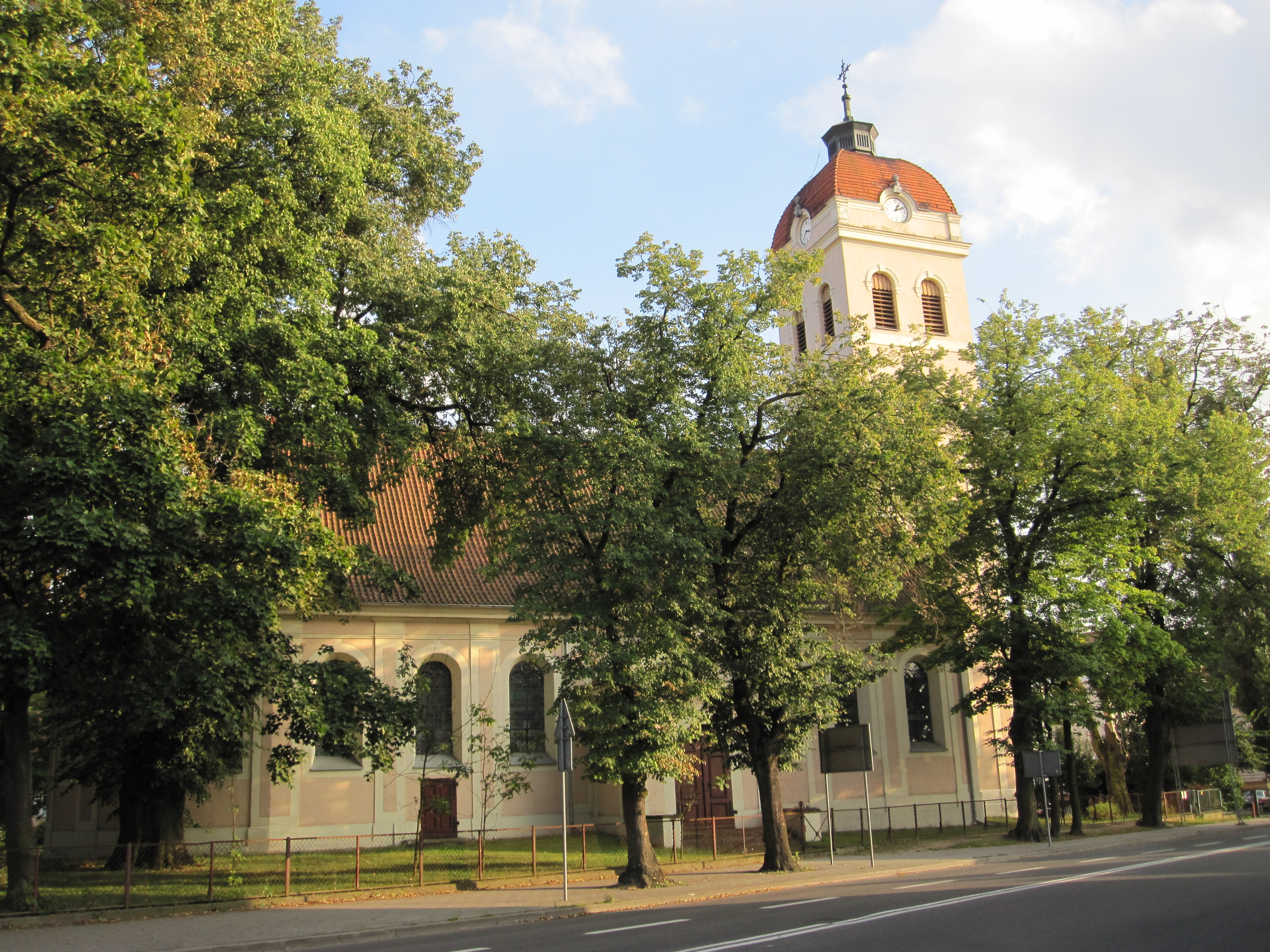
Kościół ewangelicko-augsburski

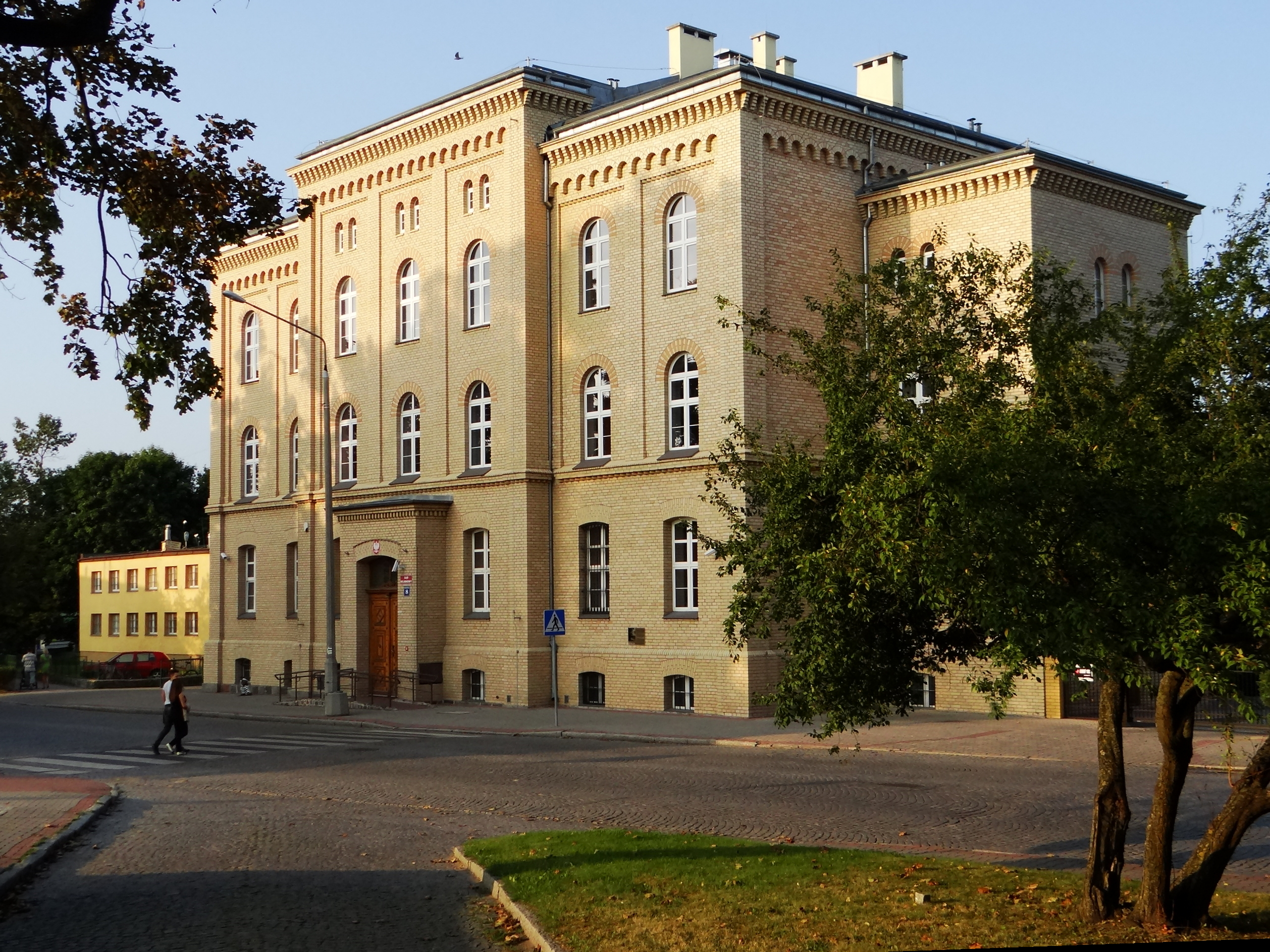
Budynek sądu rejonowego

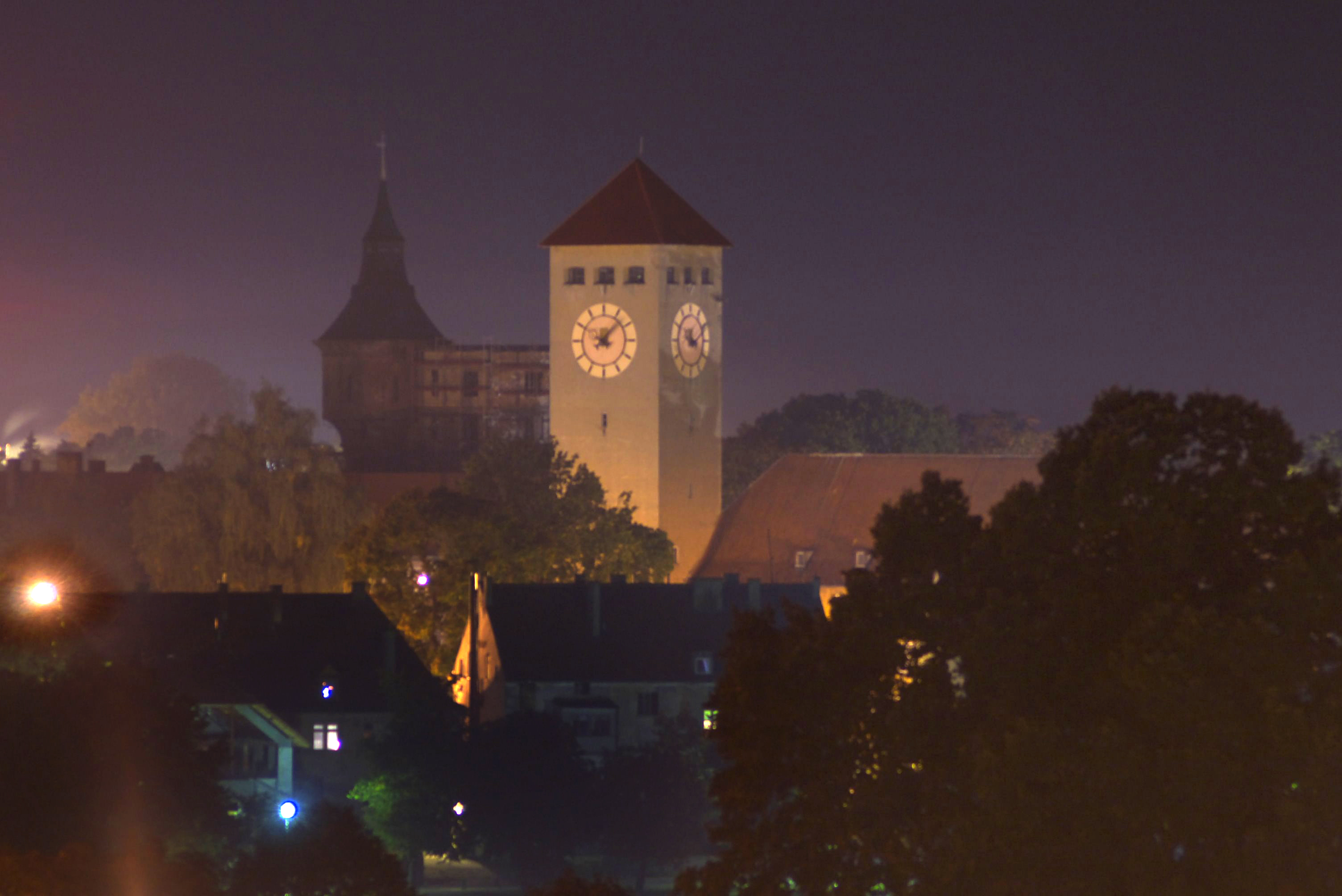
Ratusz i wieża ciśnień nocą

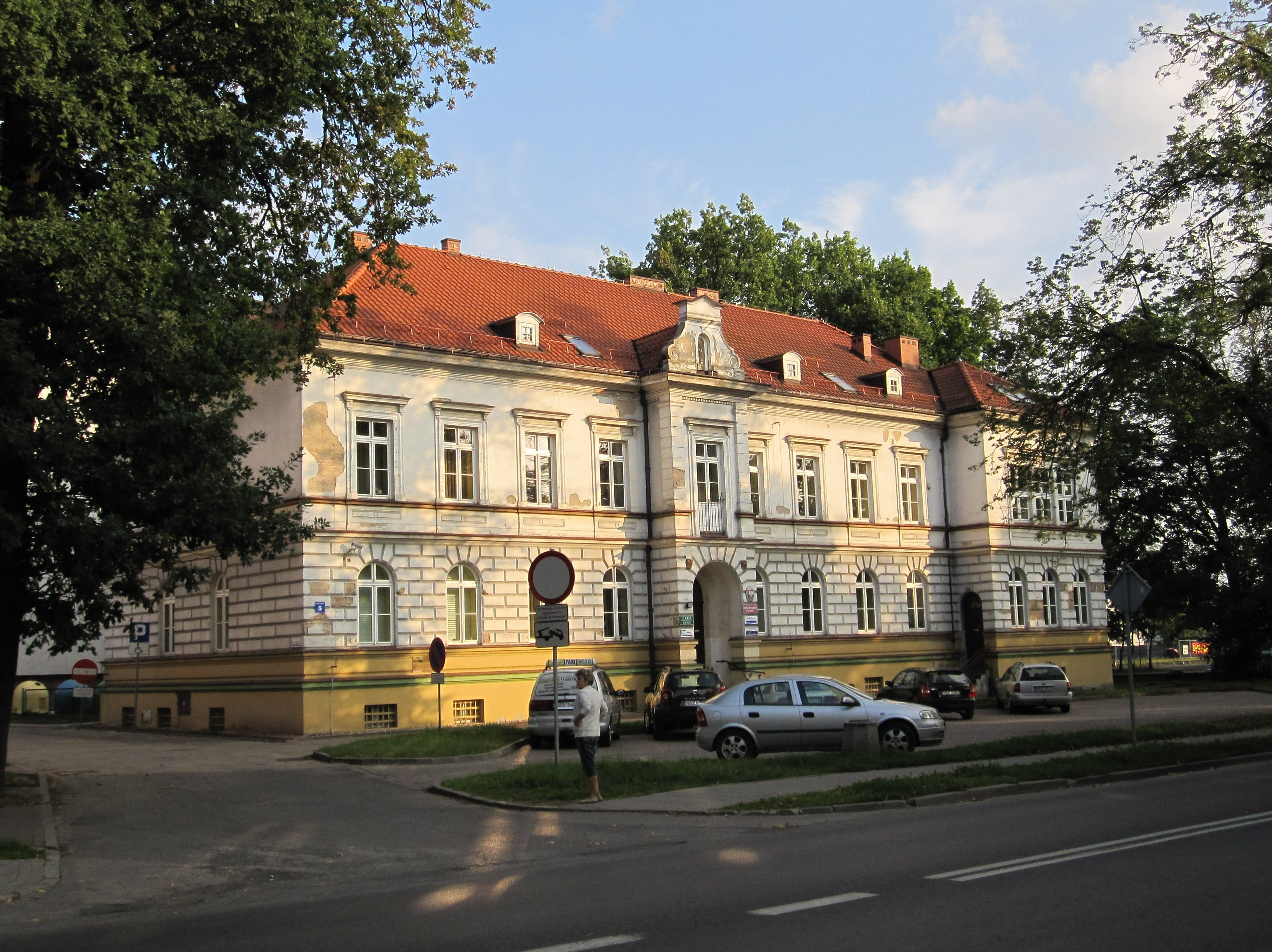
Dawne starostwo, ob. Urząd Skarbowy

- Ratusz miejski z 1937, mieszczący m.in. Urząd Miasta, Starostwo Powiatowe, Muzeum Mazurskie
- Ruiny zamku krzyżackiego z ok. 1370 W okresie średniowiecza zamek był siedzibą komtura, pierwotnie elbląskiego, później ostródzkiego, od 1525 (po sekularyzacji Prus) – siedzibą starosty. W latach 1579–1581 zamek został przebudowany na reprezentacyjny zamek myśliwski dla księcia Jerzego Fryderyka. Od końca XVIII w. zamek popadł w zapomnienie i ruinę. W 1792 został zamieniony w magazyny. W 1825 budynki zostały zaadaptowane na szkołę. W końcu, w 1896 został rozebrany. W 1924 podjęto prace archeologiczne i zrekonstruowano część murów, natomiast na miejscu przedzamcza w 1938 wzniesiono gmach ratusza. Rok później, w 1939 pozostałe fragmenty zamku zaadaptowano na muzeum. Obecnie trwają prace rewitalizujące ruiny zamku, nakładem 14 mln odkryte zostaną średniowieczne mury zamkowe oraz piwnice. Planowany rok otwarcia: 2021[16]
- barokowy kościół ewangelicko-augsburski z 1718 Wcześniej w tym miejscu był drewniany kościół katolicki z XV w. Kościół ewangelicki to budowla założona na planie wydłużonego prostokąta z wielobocznie zamkniętym prezbiterium i masywną, pięciokondygnacyjną wieżą. Barokowy ołtarz pochodzi z 1719, odnowiony w 1773. Ambona ufundowana była w 1719 przez Carla Fischera. Wolno stojąca chrzcielnica pochodzi z XVIII w. Obok kościoła znajduje się plebania z początku XX w.
- Chata mazurska z XIX w.
- Dworzec kolejowy z 1883
- Zabudowania starego miasta
- Dawny zajazd – klasycystyczny, z XIX w.
- Trakt Królewiecki (z Warszawy do Królewca)
- Bartna Strona
- Ulica Rynkowa (dziś: Odrodzenia)
- Dom Polski
- Cmentarze:
  - żydowski, założony w 1815 na działce kupionej za 50 talarów (najlepiej zachowany cmentarz żydowski na Warmii i Mazurach)
  - ewangelicki (założony w pierwszej połowie XIX w.), obecnie park z zachowanymi nagrobkami oraz kwatera wojenną z okresu I wojny światowej (170 żołnierzy armii niemieckiej i 78 żołnierzy armii rosyjskiej)
  - żołnierzy radzieckich (z okresu drugiej wojny światowej, w zbiorowych mogiłach spoczywa 1008 żołnierzy armii radzieckiej, którzy polegli w czasie zdobywania powiatu szczycieńskiego). Na cmentarzu pomnik autorstwa Janusza Kompowskiego. W tym samym miejscu cmentarz z okresu I wojny światowej z 32 żołnierzami armii rosyjskiej (upamiętnionych drewnianym krzyżem prawosławnym z niemieckim napisem)[17].
  - Cmentarz wojenny z okresu pierwszej wojny światowej, przy ul. Poznańskiej (20 żołnierzy armii rosyjskiej i 4 armii niemieckiej).
- Dawne starostwo – w stylu pseudoklasycystycznym z 1885 (obecnie mieści się Urząd Skarbowy)
- Budynek Sądu Rejonowego z lat 1867–1869
- Dom Pomocy Społecznej (dawne gimnazjum żeńskie) z 1884
- Zabudowania browaru z 1898
- Budynki Akademii Policji z 1886
- neogotycki Kościół Wniebowzięcia Najświętszej Maryi Panny z lat 1897–1899
- Kościół Chrześcijan Baptystów z 1903
- kościół św. Stanisława Kostki z lat 1929–1931, dawniej należący do Kościoła Nowej Wiary Apostolskiej
- Budynek Poczty z 1892
- Szpital z lat 1908/1909
- Państwowy Dom Dziecka z 1913
- Wieża ciśnień i wodociągi
- hotel znajdujący się przy ulicy Linki

## Turystyka
- Atrakcje turystyczne:

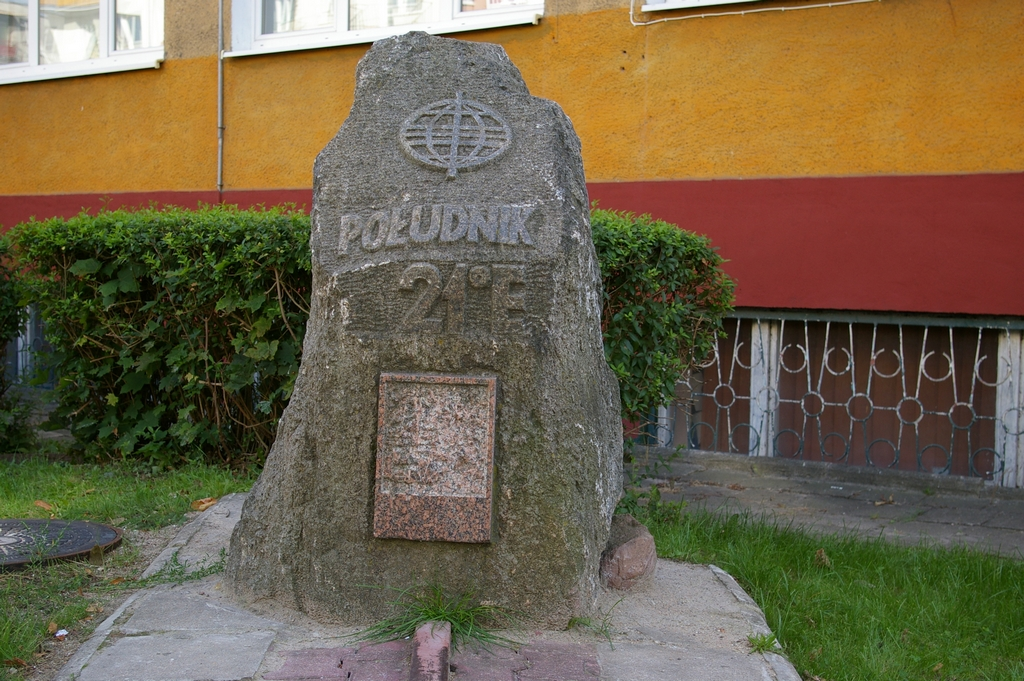
Oznaczenie południka 21°E

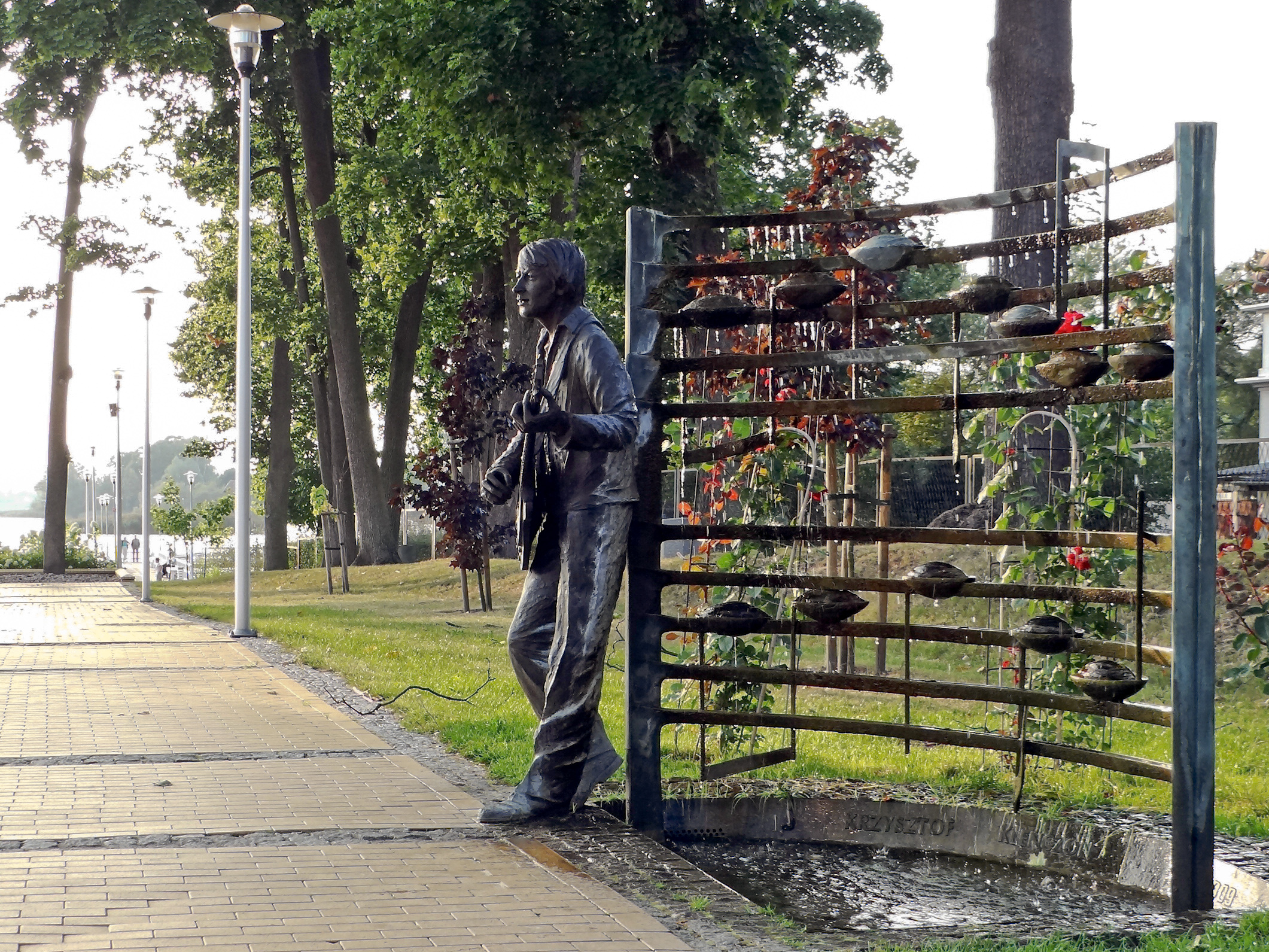
Pomnik Krzysztofa Klenczona

  - Międzynarodowy Port Lotniczy Olsztyn-Mazury
  - Muzeum Mazurskie ze zbiorem unikalnych w skali całego kraju ludowych, mazurskich kafli.
  - Oznaczone miejsce południka 21°E
  - Grób Krzysztofa Klenczona
  - Pomnik Krzysztofa Klenczona
  - Pomnik Henryka Sienkiewicza w symbolicznym miejscu tragedii Juranda i Danusi
  - Punkt widokowy na wieży ratuszowej
  - Rzeźby Pofajdoków w różnych punktach miasta

## Prasa wydawana w Szczytnie

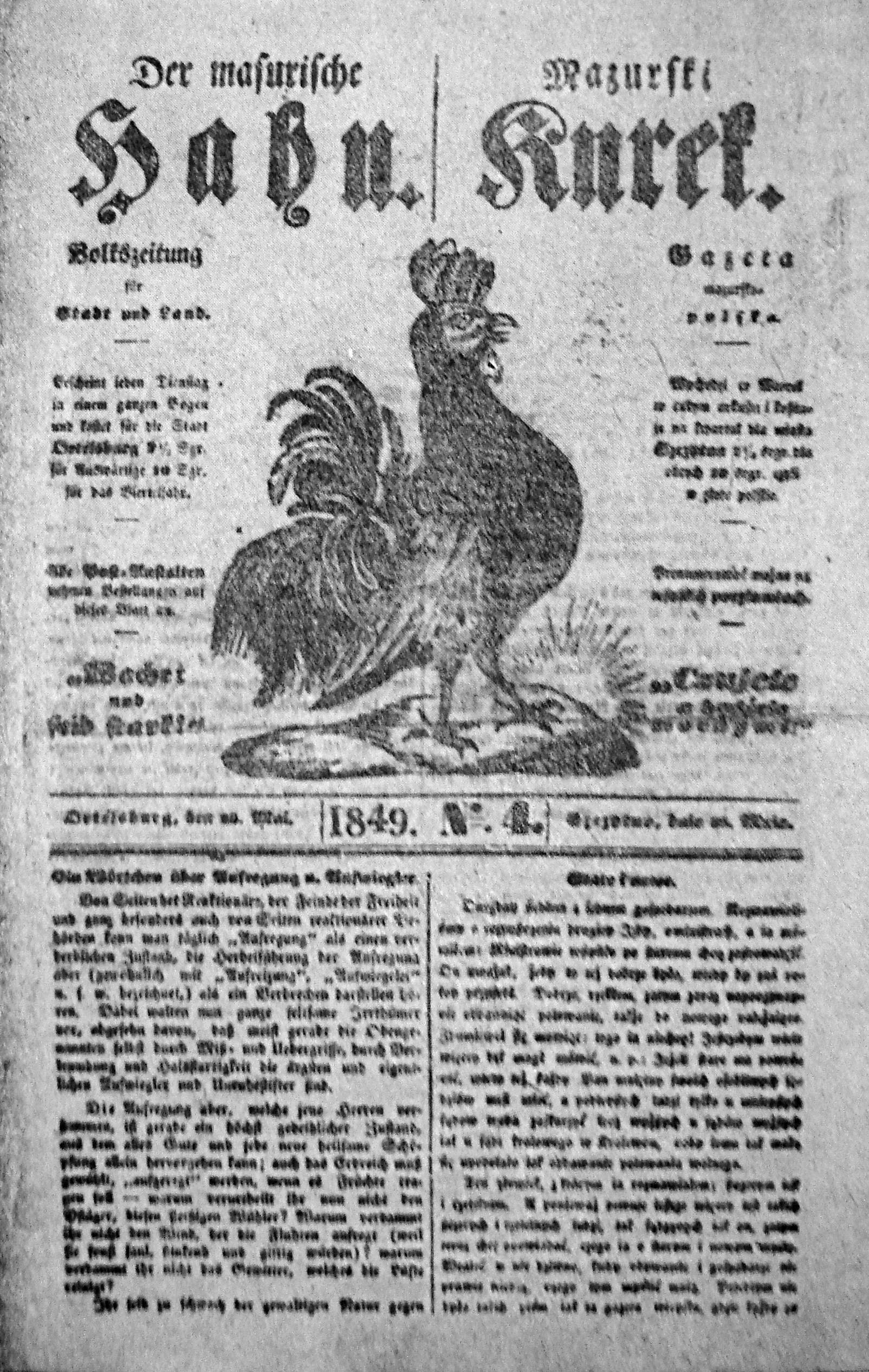
Strona tytułowa Kurka Mazurskiego z 1849 r.

### Dawniej
- Kurek Mazurski (1849–1850)
- Gazeta Ludowa (1896–1902)
- Mazur (1906–1920)
- Trąba Ewangelijna (1912–1913), miesięcznik, organ gromadkarzy.
- Mazurski Przyjaciel Ludu (1923–1928)
- Głos Ewangelijny (1926–1939), miesięcznik, organ Społeczności Chrześcijańskiej (gromadkarzy), redagowany w Szczytnie.

### Współcześnie
- Kurek Mazurski (wydawany od 1990 r.)
- Nasz Mazur (wydawany od 1997 r. Obecnie jest to bezpłatny dodatek do Gazety Olsztyńskiej)
- Extra Mazury (wydawane bezpłatnie od 2004 r., wznowione w 2013 r.)
- Tygodnik Szczytno (wydawany od 2008 r.)
- Eclesia Nostra (pismo dekanatu Szczytno wydawane od 2003 r.)

## Sport
W mieście ma siedzibę klub piłkarski SKS Szczytno, który największe sukcesy osiągał pod nazwą Gwardia Szczytno w latach 80., jako jedyny klub z Mazur występując w ówczesnej II lidze (ob. I lidze). W 2023 klub wrócił do starej nazwy i w sezonie 2022/2023 awansował z klasy A do klasy okręgowej.

## Wspólnoty wyznaniowe

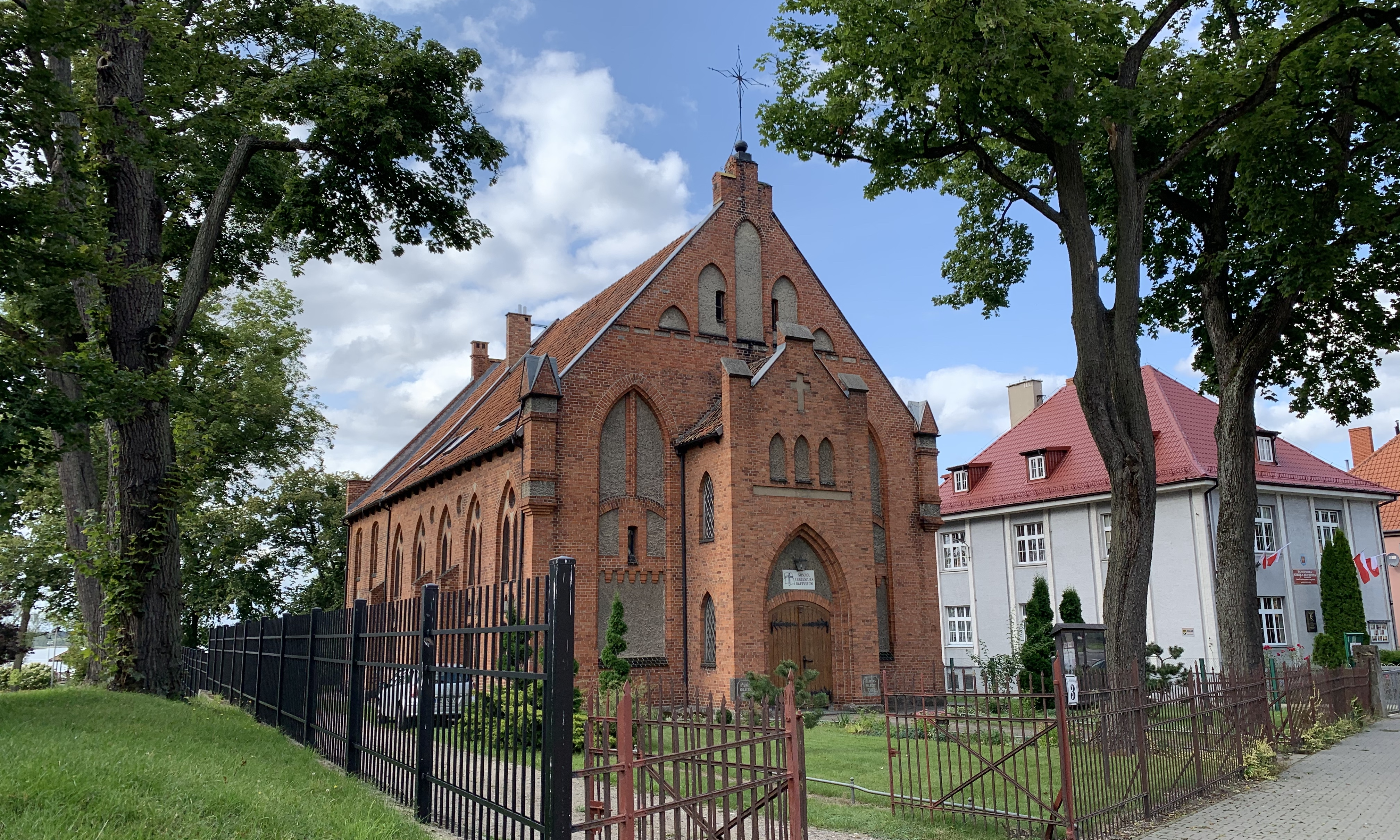
Kościół Chrześcijan Baptystów

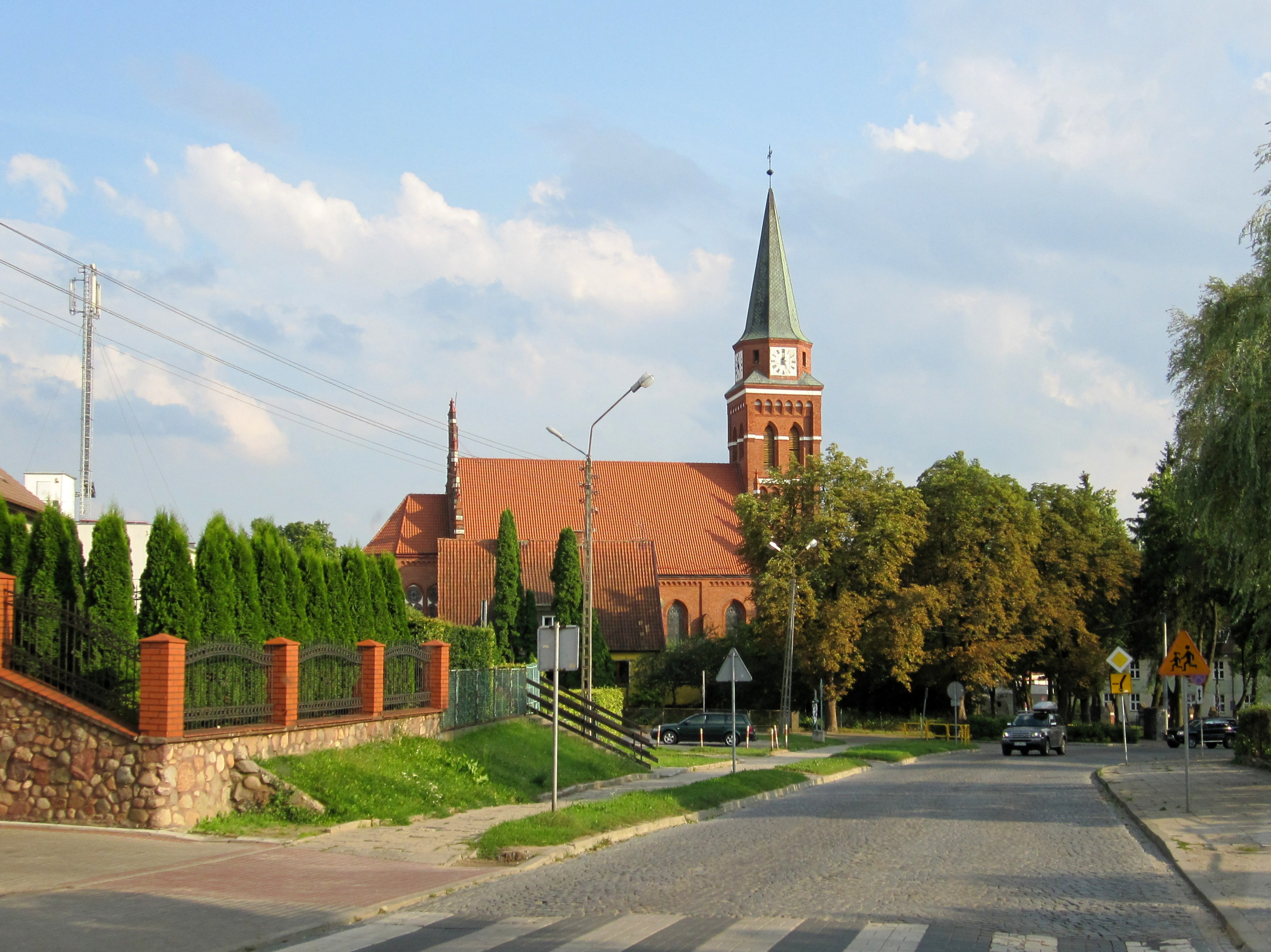
Kościół rzymskokatolicki Wniebowzięcia Najświętszej Maryi Panny

Na terenie miasta działalność religijną prowadzą następujące kościoły i związki wyznaniowe:
- Kościół Adwentystów Dnia Siódmego
  - zbór w Szczytnie[21]
- Kościół Chrześcijan Baptystów:
  - zbór w Szczytnie[22]
- Kościół Ewangelicko-Augsburski:
  - parafia w Szczytnie[23]
- Kościół rzymskokatolicki:
  - parafia pw. Wniebowzięcia NMP[24]
  - parafia pw. św. Brata Alberta[24]
  - parafia pw. św. Krzyża[24]
  - parafia pw. św. Stanisława Kostki[24]
  - parafia pw. Chrystusa Króla, ul. Tuwima[24]
- Kościół Zielonoświątkowy:
  - zbór „Betel”[25]
- Świadkowie Jehowy:
  - zbór Szczytno (Sala Królestwa ul. Bohaterów Września 1939 r. 17)[26][27][28]

## Współpraca międzynarodowa
Miasta i gminy partnerskie:
- Żywiec
- Soleczniki
- Herten
- Batočina